# Raspberry
「Raspberry」（ラズベリー）は、日本のロックバンド、TRICERATOPSの1枚目のシングル。1997年7月21日 、エピックレコードジャパンよりリリース。 

## 内容
- メジャーデビューシングル。
- 初回生産限定盤と通常盤の2種類が存在。初回盤は丸形缶ケース仕様、さらに1曲追加収録されている。現在では稀少である。
- 「Raspberry」は当時、佐野元春から「名曲だ!」と賞賛された。しかし、メンバーはカップリング曲の「Star Jet」や1stアルバム収録の「プレゼント」といった曲をA面候補として推していた。
- 1999年9月8日、12cm化して再発された。

## 収録曲

### 初回生産限定盤
1. Raspberry(4:21)
2. Star Jet(5:19)
カップリングではあるが、アルバム『TRICERATOPS』に収録されている。
3. Milk (3:46)
初回生産限定盤にしか収録されていない楽曲。後にライブバージョンが音源化されるが、スタジオ録音されたこのバージョンはどのアルバムにも収録されず、2007年にベスト・アルバム『DON'T STOP THE NOISE!』に収録されるまで、入手困難な状態にあった。

全作詞・作曲：和田唱　編曲：TRICERATOPS

### 通常盤
1. Raspberry(4:21)
2. Star Jet(5:17)

## カバー
Raspberry
- Base Ball Bear - トリビュート・アルバム『TRIBUTE TO TRICERATOPS』収録（2020年）